# 孙原和彭禹

孙原（1972年—）、彭禹（1973年—）是中国艺术家组合之一。

## 生平
于2000年開始共同创作，主题以富有争议性、感官刺激强烈的互动装置与观念作品闻名。
早期代表作《人油》、《连体》等使用真实的人体脂肪、动物标本，甚至婴儿尸体，引起艺术界很大震动。《不明飞行物UFO》、《老人院》、《自由》等成为广受好评。曾多次参加威尼斯双年展等国际大型展览活动，作品也被英国萨奇美术馆（收藏《老人院》）等国内外艺术机构和私人收藏。二人同为中国艺术与设计大奖赛候选人。

## 簡歷
孙原
- 1972年	出生于北京
- 1991年  毕业于中央美术学院附属中学
- 1995年  毕业于中央美术学院油画系第四工作室
- 现居北京

彭禹
- 1973年	出生于黑龙江
- 1994年  毕业于中央美术学院附属中学
- 1998年  毕业于中央美术学院油画系第三工作室
- 现居北京